# STANAG

Logo der NATO

STANAG ist die Abkürzung für Standardization Agreement, ein Standardisierungsübereinkommen der NATO-Vertragsstaaten über die Anwendung standardisierter Verfahren oder ähnlicher Ausrüstung.
STANAGs werden vom NATO Standardization Office (NSO) herausgegeben. Vor 2014 war der Herausgeber die NATO Standardization Agency (NSA) und von 1951 bis 2000 die Military Agency for Standardization (MAS).

## Definition
Ein STANAG ist „ein NATO-Standardisierungsdokument, welches ein Übereinkommen der Mitgliedsstaaten konkretisiert, einen Standard gänzlich oder teilweise, mit oder ohne Vorbehalt anzuwenden, um ein Interoperabilitätserfordernis zu erfüllen“.

## Zielsetzung
Durch Standardisierung in der NATO soll Interoperabilität zwischen den Streitkräften der Allianz sowie zwischen NATO-Streitkräften und denen von Partnernationen hergestellt, erhalten oder verbessert werden. Dazu werden gemeinsame Verfahren, Designs und Terminologie im erforderlichen Umfang entwickelt und angewendet. Die Ratifizierung eines STANAG ist eine freiwillige Selbstverpflichtung der jeweiligen Nation, den gemeinsam beschlossenen Standard zu beachten.

## Standardisierungsbereiche
NATO Standardisierung fokussiert auf folgende Bereiche:

### Operationelle Standards
Operationelle NATO-Standards beschreiben gemeinsame konzeptionelle, organisatorische oder methodischen Bedingungen, die erfüllt werden müssen, damit Material, Einrichtungen, Organisationen oder Streitkräfte ihre Funktion oder ihre Aufgaben erfüllen können.

### Materielle Standards
Materielle NATO-Standards legen gemeinsame technische Anforderungen an Material fest, die während der gesamten Verwendungsdauer eingehalten werden müssen. Unter Material sind in diesem Kontext unter anderem Systeme aller Art, Schnittstellen, Bauteile, Ersatzteile und Verbrauchsgüter einschließlich Betriebsstoffen und Munition zu verstehen.

### Administrative Standards
Administrative NATO-Standards stellen ein gemeinsames Verständnis von Begriffen und Definitionen her und erleichtern Verwaltungsaufgaben unter anderem in den Bereichen Finanzen, Personalwesen und Dienstgrade.

## Beispiele
Die Standardisierung soll in klar abgegrenzten Bereichen herbeigeführt werden, um z. B.:
- die Kommunikation zwischen den Partnern zu erleichtern,
- bestimmte Ausrüstung gemeinsam zu beschaffen oder untereinander auszutauschen,
- und Ausrüstung durch größere Stückzahlen günstiger zu beschaffen.

Es existieren Standardisierungsübereinkommen auf verschiedenen Gebieten:

### Munition
Die Kaliber
- 9 × 19 mm (STANAG 4090)
- 5,56 × 45 mm (STANAG 4172)
- 7,62 × 51 mm (STANAG 2310)
- 12,7 × 99 mm (STANAG 4383)
- 20 × 102 mm (STANAG 3585)[5]
- 27 × 145 mm (STANAG 3820)[6]
- 30 × 173 mm (STANAG 4624)[7]
- 105 × 617 mm (STANAG 4458 für 105-mm-L7A3-Kanone wie beim Leopard 1 oder M60)
- 120 × 570 mm (STANAG 4385 für 120-mm-Glattrohrkanonen wie beim Leopard 2 oder M1A1 Abrams)

sind typische STANAG-Kaliber, die von fast allen NATO-Partnern benutzt werden.
Lediglich neue NATO-Staaten wie Polen oder Litauen, die früher zum Warschauer Pakt gehörten, benutzen noch die alten sowjetischen Kaliber wie beispielsweise 7,62 × 39 mm und 5,45 × 39 mm.
Vorbild war der hohe Standardisierungsgrad der Munition der Warschauer-Pakt-Staaten.

### Kommunikation und Datenübertragung
- Link 1 (STANAG 5501)
- Link 11 (STANAG 5511)
- Link 16 (STANAG 5516)
- Link 22 (STANAG 5522)
- Joint Brevity Words (APP-7, STANAG 1401)
- Formatierte Text-Meldeformate (ADatP-3, STANAG 5500)

### Lagedarstellung
- NATO Joint Military Symbology (APP-6. STANAG 2019)

### Einsatzgrundsätze sowie Taktiken und Verfahren
- AJP-01 – Allied Joint Doctrine (STANAG 2437)[9]
- ATP-3.3.4.3 – Tactics, Techniques and Procedures for NATO Air Transport Operations (STANAG 3998)[10]

### Weitere Beispiele
- Übertragungsverfahren für Funkgeräte, so dass Truppenteile verschiedener Nationen problemlos miteinander kommunizieren können;
- Erstellung von Formularen oder Diagrammen;
- Konstruktion von Wehrmaterial unter dem Gesichtspunkt der Härtung gegen ABC-Waffen;
- 40-mm-Gewinde bei Filtern für ABC-Schutzmasken;
- Definition von Klimazonen;
- das einheitliche Verhalten von Einheiten bzw. Einheitsführern bei bestimmten Ereignissen bzw. Einsätzen;
- ein einheitliches NATO-Alphabet zur Verwendung im Funkverkehr;
- einheitliche Militärische Lastenklassen.

## Einschränkung
Ein STANAG ist nur für die Staaten bindend, die dieses ratifiziert haben; für andere stellt es nur eine sinnvolle Empfehlung dar. In beiden Fällen aber werden STANAGs oft zugunsten nationaler politischer Interessen missachtet. Um diesen Zustand zu beenden und formelle Rechtsklarheit zu schaffen, wurde das Instrument der Standardization Recommendation (STANREC) geschaffen. Ein STANREC stellt lediglich eine Empfehlung dar, an die sich auch die Signatarstaaten nicht halten müssen. Es ist vorgesehen, STANAGs mit geringer Akzeptanz in STANRECs zu überführen.